# Omaja (mitologija)
Omaja je biće iz srpskog folklora čijom se osnovnom karakteristikom smatrala sposobnost da omađija (omaja). Omajavanje je u ovom smislu bilo shvaćeno kao moć promene nečije percepcije, odnosno, stvaranje iluzije. Bića koja su nazivana omajama obično su se pojavljivala noću ili za vreme magle, kada je bilo najlakše zavarati čoveka. Tada bi se omaje pojavljivale u obliku neke životinje, najčešće koze, ovce, psa ili bivola. Čoveku kome se ukazala neka od ovih životinja javila bi se potreba da je uhvati, što bi rezultovao besomučnom trkom za omajom. Onaj koji je jurio ovo biće skrenuo bi se putu kojim je krenuo i bivao naveden da skoči u neku jamu ili ponor. Dešavalo se i da seljaci uhvate nepoznatu životinju ne znajući da je to omaja, i da je odvedu u obor.